# Caralinda dactylifera
Caralinda dactylifera är en mångfotingart som beskrevs av Shelley 1983. Caralinda dactylifera ingår i släktet Caralinda och familjen Xystodesmidae. Inga underarter finns listade i Catalogue of Life.